# João do Canto e Castro
João do Canto e Castro da Silva Antunes (ur. 19 maja 1862 w Lizbonie, zm. 14 marca 1934 tamże) – oficer marynarki i prezydent piątej Republiki Portugalskiej od 16 grudnia 1918 do 5 października 1919.
Syn José Ricardo da Costa Antunes da Silva (1831–1906) i jego żony Marii da Conceição do Canto e Castro Valdez Mascarenhas (1825–1892).
Uczęszczał do Kolegium Luso-brytyjskiego i Royal Naval College. Został oficerem marynarki, osiągając stopień admirała.
Ożenił się w 1891 roku z Marianą de Santo António Moreira Freire Correia Manuel Torres Aboim (13 czerwca 1865 – 18 stycznia 1946), z którą miał troje dzieci.
W 1892 roku został mianowany gubernatorem Mozambiku.
Podczas sprawowania przez João do Canto e Castro da Silva Antunesa urzędu prezydenta Republiki Portugalii doszło do dwóch prób wywołania rewolucji. Najpierw w Santarem w grudniu 1918 roku zorganizowanej przez republikanów Cunha Leal i Álvaro de Castro, druga próba miała miejsce w styczniu 1919 roku.